# 托普恰
50°43′32″N 27°3′12″E / 50.72556°N 27.05333°E
托普恰（烏克蘭語：Топча），是烏克蘭西北部的村莊，隸屬里夫內州的里夫內區。該村始建於1629年，面積1.24平方公里，2001年人口209，人口密度每平方公里168人。